# Twierdzenie Tajmanowa
Twierdzenie Tajmanowa – twierdzenie w topologii ogólnej, podające charakteryzację możliwości przedłużania odwzorowań ciągłych z gęstych podprzestrzeni przestrzeni zwartych na całą przestrzeń. Twierdzenie zostało po raz pierwszy udowodnione przez rosyjskiego matematyka Asana Tajmanowa.

## Twierdzenie
Załóżmy, że
- {\displaystyle Y} jest przestrzenią zwartą,
- {\displaystyle X\subseteq Y} jest jej gęstą podprzestrzenią, tzn. {\displaystyle {\mbox{cl}}X=Y,}
- {\displaystyle Z} jest przestrzenią zwartą,
- funkcja {\displaystyle f\colon X\to Z} jest ciągła.

Wówczas istnieje funkcja ciągła {\displaystyle {\overline {f}}\colon Y\to Z} taka, że {\displaystyle {\overline {f}}(x)=f(x)} dla {\displaystyle x\in X} wtedy i tylko wtedy, gdy dla każdych dwóch zbiorów otwartych {\displaystyle U,V\subseteq Z} takich, że
{\displaystyle {\mbox{cl}}U\cap {\mbox{cl}}V=\varnothing }
spełniony jest warunek
{\displaystyle {\mbox{cl}}_{X}f^{-1}[U]\cap {\mbox{cl}}_{X}f^{-1}[V]=\varnothing .}

## Wnioski
- Jeśli {\displaystyle \kappa } jest nieskończoną liczbą kardynalną oraz domknięty i nigdziegęsty podzbiór {\displaystyle F} kostki Cantora {\displaystyle \{0,1\}^{\kappa }} nie zawiera zbiorów typu Gδ, to {\displaystyle \beta (\{0,1\}^{\kappa }\setminus F)=\{0,1\}^{\kappa }.} (zob. uzwarcenie Čecha-Stone’a).
- Przestrzeń {\displaystyle \beta \mathbb {N} } jest homeomorficzna z pewnym podziorem kostki Cantora wagi continuum.